# Schule von Edessa
Die Schule von Edessa war von 363 bis 489 übergangsweise der Standort der Schule von Nisibis. In Edessa wurde sie auch als die Schule der Perser bzw. Perserschule bezeichnet. Edessa war damals die Hauptstadt der römischen Grenzprovinz Osrhoene und besaß eine große Christengemeinde.
Begründet wurde die Schule, als Nisibis 363 an die persischen Sassaniden fiel, die zu dieser Zeit Christenverfolgungen durchführen ließen. Daher zogen die christlichen Lehrer in das weiterhin römische Edessa um. Die wichtigsten Fächer an dieser Schule waren christliche Theologie und Medizin. Ihr wichtigster Lehrer war Ephräm der Syrer (306–373). Ibas von Edessa war Leiter der Schule.
Der aus Antiochia stammende Theologe Theodor von Mopsuestia († 428) war die wichtigste Autorität an der Schule. In Edessa wurden seine Werke aus dem Griechischen in die syrische Sprache übersetzt. Sie bildeten eine Grundlage für die Theologie der „Kirche des Ostens“. Die Schule wurde im Jahre 489 aufgrund ihrer nestorianischen Tendenzen auf Befehl Kaiser Zenos geschlossen. Daraufhin wurde sie wieder zurück nach Nisibis verlagert, wo sie wieder an Bedeutung und Größe gewann, da die Sassaniden die Christenverfolgungen inzwischen eingestellt hatten.